# سیارک ۳۴۲۵
سیارک ۳۴۲۵ (به انگلیسی: 3425 Hurukawa، نامگذاری:1929BD) سه هزار و چهارصد و بیست و پنجمین سیارک کشف شده‌است که در ۲۹ ژانویه ۱۹۲۹ و در هایدلبرگ کشف شد.
قدر مطلق سیارک برابر ۱۰٫۹۰ است.